# Tetragoneura huarpesi
Tetragoneura huarpesi är en tvåvingeart som beskrevs av Lane 1952. Tetragoneura huarpesi ingår i släktet Tetragoneura och familjen svampmyggor. Inga underarter finns listade i Catalogue of Life.